# Silvana Velasco
Silvana Velasco nombre artístico de Silvana Rosa Caravera Núñez (Madrid, 8 de enero de 1947), cantante española entre las décadas de 1960 y 1970.[cita requerida]

## Biografía
Desde muy pequeña se la considera una gran artista, sin embargo, se reconoce que no es cualquier artista, sino que es una cantante y actriz a la vez[cita requerida]. Es una de las chicas yeyé de España, junto a cantantes como Rosalía, Adriángela y Betina.[cita requerida]
En el año 1964, graba su primer disco (un EP) que contiene los temas: “Sapore di sale", "Si Encuentras mi Amor", "Y volvamos al amor" y "Yo Pienso en Él”. Un disco de versiones que es encabezado, por el que se considera 'un tema casi inevitable': “Sapore di sale”, de Gino Paoli. El disco, se menciona, 'tiene una tibia acogida' y pronto lo releva (un EP) un disco que recoge varias de las canciones anteriormente publicadas en los sencillos promocionales: “Ahora te Puedes Marchar / Busca una Excusa / Ella Está Contigo / La más Bella del Baile”; y afirman que se trata de uno de sus mejores discos con versiones destacables de dos éxitos, que se los tienen como monumentales, de ye yes foráneas: “I only to be with you” (de Dusty Springfield) y “La plus belle pour aller danser” (de Sylvie Vartan).[cita requerida]
Durante el año 1965, graba un disco titulado Si lloras, si ríes, encuadrado en el EP: “Festival de San Remo 1965”. Su vuelta viene con el sencillo “Un Domingo/ No es muy Tarde” en 1967. A finales de 1967, saca un sencillo encabezado por la versión en castellano de Hush.[cita requerida]
En 1968, graba otros como "Llama al Sol / Fantástico", "Una Sola verdad / Dime, Dime" en (RCA ese mismo año). En 1969 deja de formar parte de los estudios RCA; y se dice que su fama decae, ya que sus siguientes discos no son tan exitosos como cuando estaba en RCA, lo que la lleva a pensar en retirarse de su carrera. En 1971, vuelve a aparecer con un sencillo titulado "Jardín de rosas". Después de este sencillo, y otras presentaciones se retira en 1976, mismo año en el que se retira Rosalía.[cita requerida]
Sus discos no han sido ni recopilados ni reeditados.[cita requerida]

## Discografía
- Tomarte en serio / Quince Faroles (1964) - Zafiro
- Busca una excusa / Ella está conmigo (1964) - Zafiro
- Ahora te puedes marchar / La más bella del baile (1964) - Zafiro
- Sapore di sale / Si encuentras mi amor / Y volvamos al amor / Yo pienso en el (1964) - Zafiro
- Ahora te puedes marchar / Busca una excusa / Ella está contigo / La más bella del baile (1964) - Zafiro
- Por una rosa / Oh, Oh Sheriff! (1965) - Zafiro
- Sé de un lugar / Lo que me pasa a mí (1965) - Zafiro
- Festival de San Remo 1965 (1965) - Zafiro
- Prima o Poi (1965) - Zafiro
- Si no te tuviera más / Él / Dos Amores / Mi desengaño (1965) - Zafiro
- Un domingo / No es muy tarde (1967) - RCA
- A la playa vas / Cuatro muchachos (IX Festival Español de la Canción Benidorm 1967) - RCA
- Hush / Mamá (1967) - RCA
- Llama al Sol / Fantástico (1968) - RCA
- Una Sola Verdad / Dime, Dime (1968) - RCA
- Jardín de rosas (1971) - RCA
- Country Pye (1976) - Euterpe